# Cvetnić Brdo
Cvetnić Brdo je naseljeno mjesto u Republici Hrvatskoj u Zagrebačkoj županiji. 

## Zemljopis
Administrativno je u sastavu općine Pokupsko. Naselje se proteže na površini od 1,13 km².

## Stanovništvo
Prema popisu stanovništva iz 2001. godine u Cvetnić Brdu živi 36 stanovnika i to u 12 kućanstava. Gustoća naseljenosti iznosi 31,86 st./km².

Prema popisu stanovništva 2011. godine naselje je imalo 37 stanovnika.
| broj stanovnika | 50    | 63    | 66    | 53    | 49    | 48    | 34    | 47    | 48    | 48    | 49    | 43    | 38    | 25    | 36    | 37    | 21    |
|                 | 1857. | 1869. | 1880. | 1890. | 1900. | 1910. | 1921. | 1931. | 1948. | 1953. | 1961. | 1971. | 1981. | 1991. | 2001. | 2011. | 2021. |